# St. Peter und Paul (Ufnau)

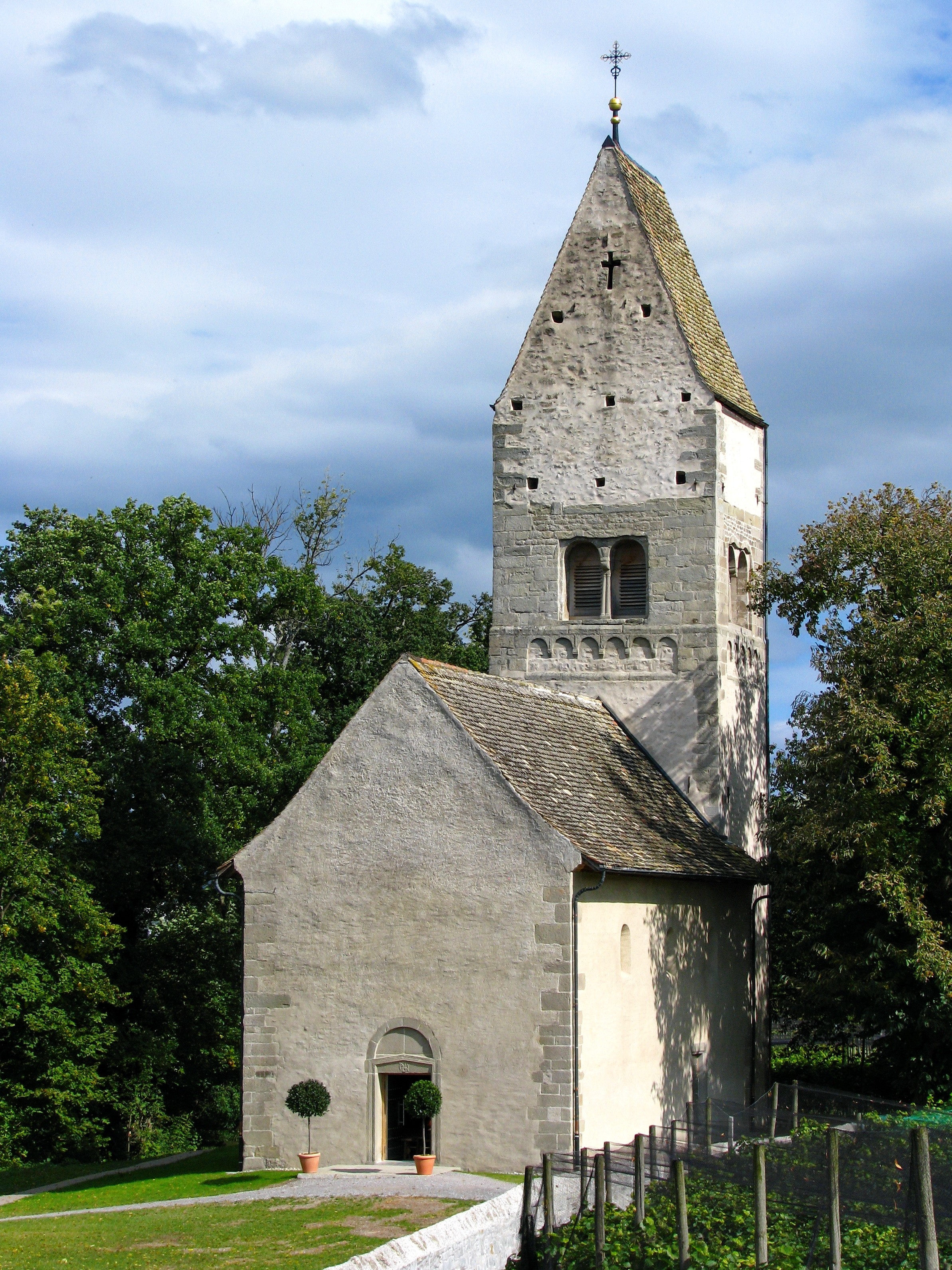
St. Peter und Paul

Die ehemalige Pfarrkirche St. Peter und Paul ist ein romanischer Sakralbau auf der Insel Ufnau im Zürichsee. Es handelt sich um die Mutter-Pfarrkirche sämtlicher Pfarreien der umliegenden Seegemeinden, nachdem diese Funktion vorher rund zweihundert Jahre lang die Kirche St. Martin innehatte. Die Grosspfarrei reichte von Altendorf bis Wädenswil und von Feldbach und Hombrechtikon bis Erlenbach, hatte ihren Verwaltungssitz jedoch auf dem Festland in Pfäffikon (Phaffinchova = Hof des Pfaffen).

## Bau
Die Kirche wurde 1141 auf den Grundmauern einer im 10. Jahrhundert von der schwäbischen Herzogin Regelinda gestifteten und ihrem Sohn, dem Heiligen Adalrich erbauten Vorgängerkirche neu erstellt und St. Peter und Paul geweiht. Bereits vorher stand an derselben Stelle seit dem 1. oder 2. Jahrhundert ein gallorömischer Tempel, dessen Fundamente bei archäologischen Grabungen 1959 nachgewiesen wurden. In den Jahren 2007 bis 2009 wurde die Kirche restauriert.
Bei dem Gebäude handelt es sich um eine einschiffige romanische Chorturmkirche. Die zweigeschossige Sakristei auf der Nordseite wurde im 13. oder 14. Jahrhundert angebaut, während der Turmaufbau mit dem regionaltypischen Satteldach (in der Schweiz als „Käsbissen“ bezeichnet) von 1630 stammt. Beim Portal des 12. Jahrhunderts wurde ein Türsturz aus dem 10. Jahrhundert mit einfachem Ornament wiederverwendet.
Südlich neben der Kirche befindet sich der Grabstein von Ulrich von Hutten, der die letzten Monate seines Lebens in der Schweiz Zuflucht suchte und hier am 29. August 1523 verstarb.

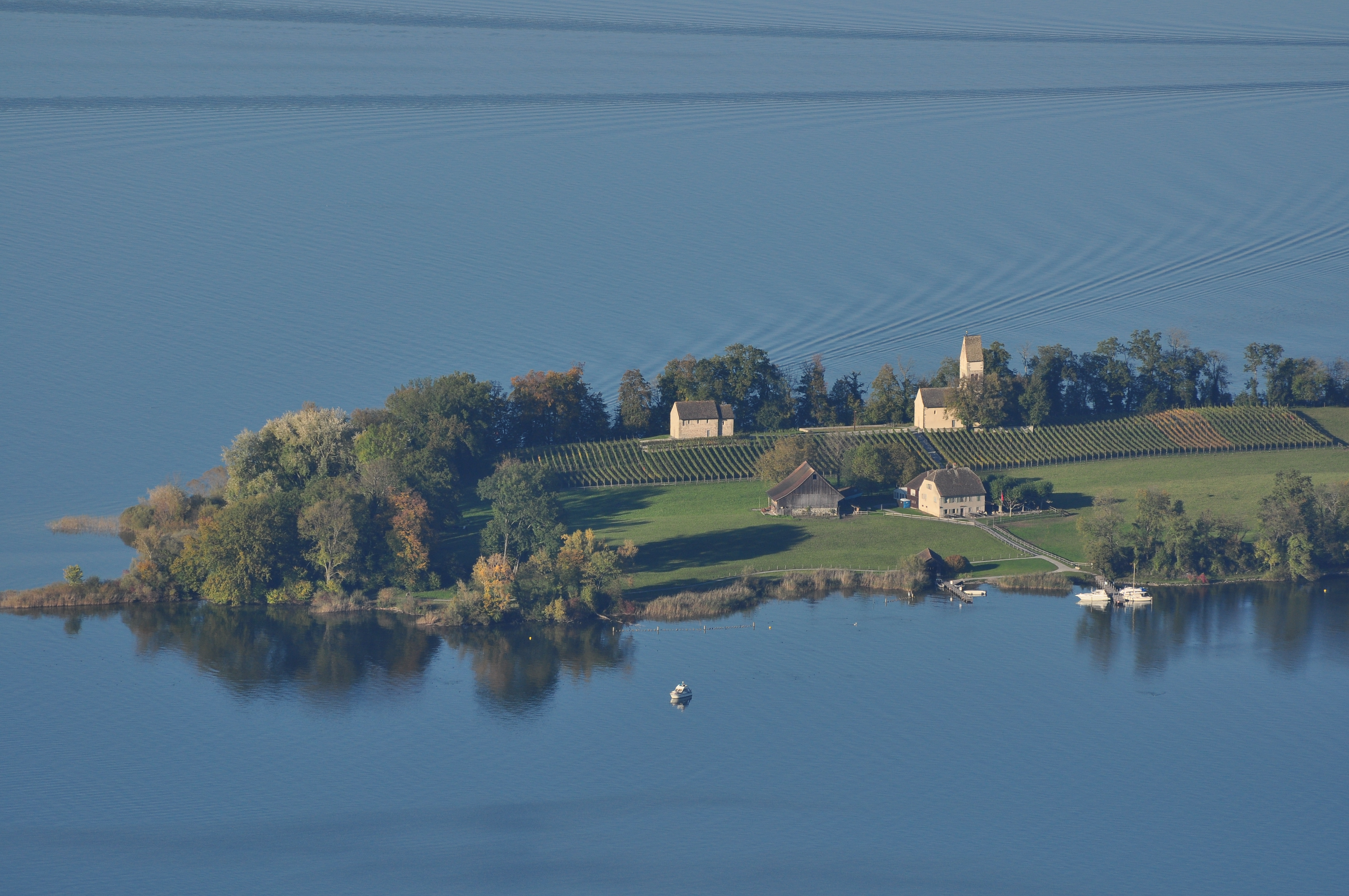
Lage der Kirche im Norden der Insel (links St. Martin, davor das Inselrestaurant „Zu den zwei Raben“)
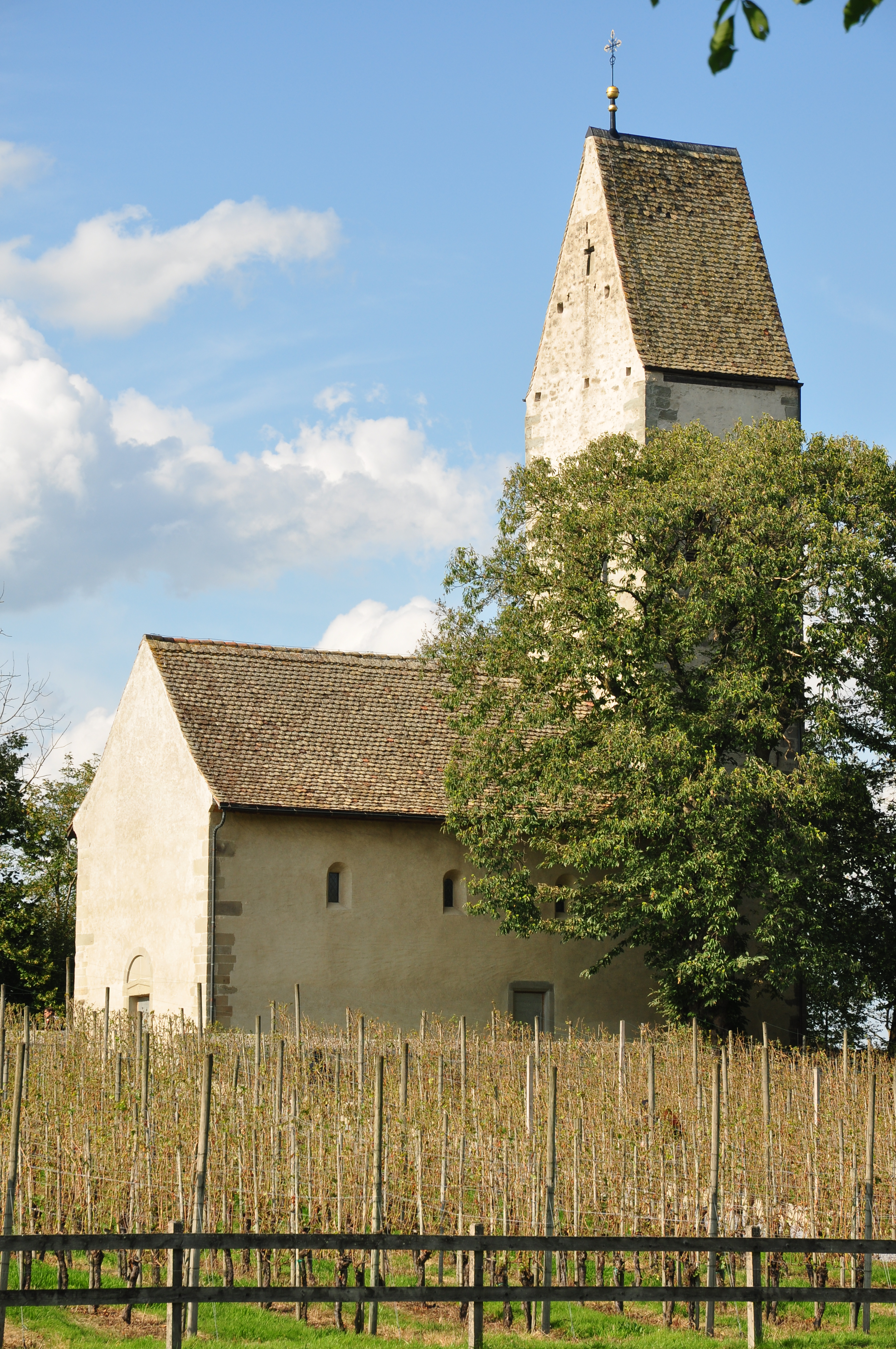
Blick von Süden
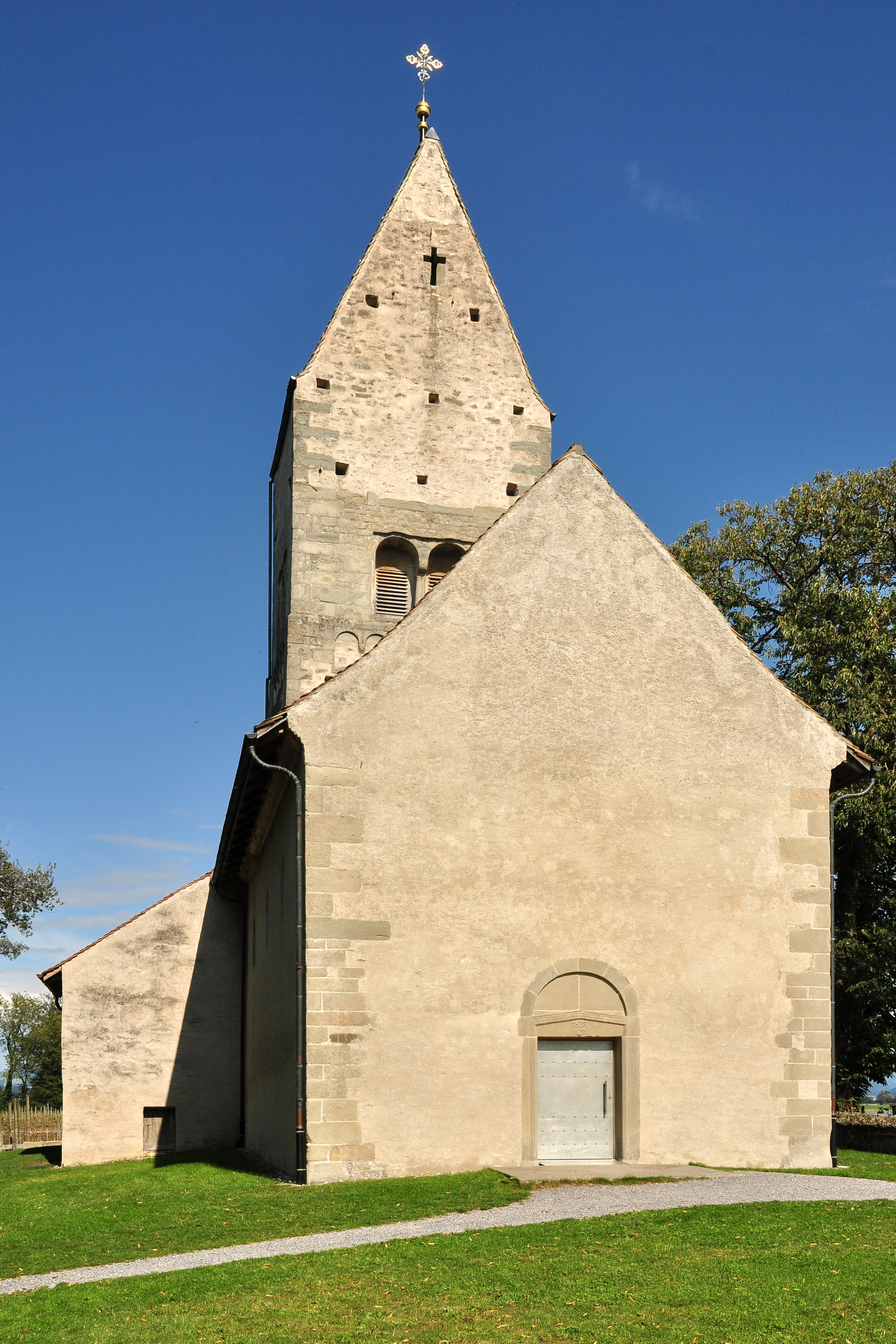
Blick von Westen
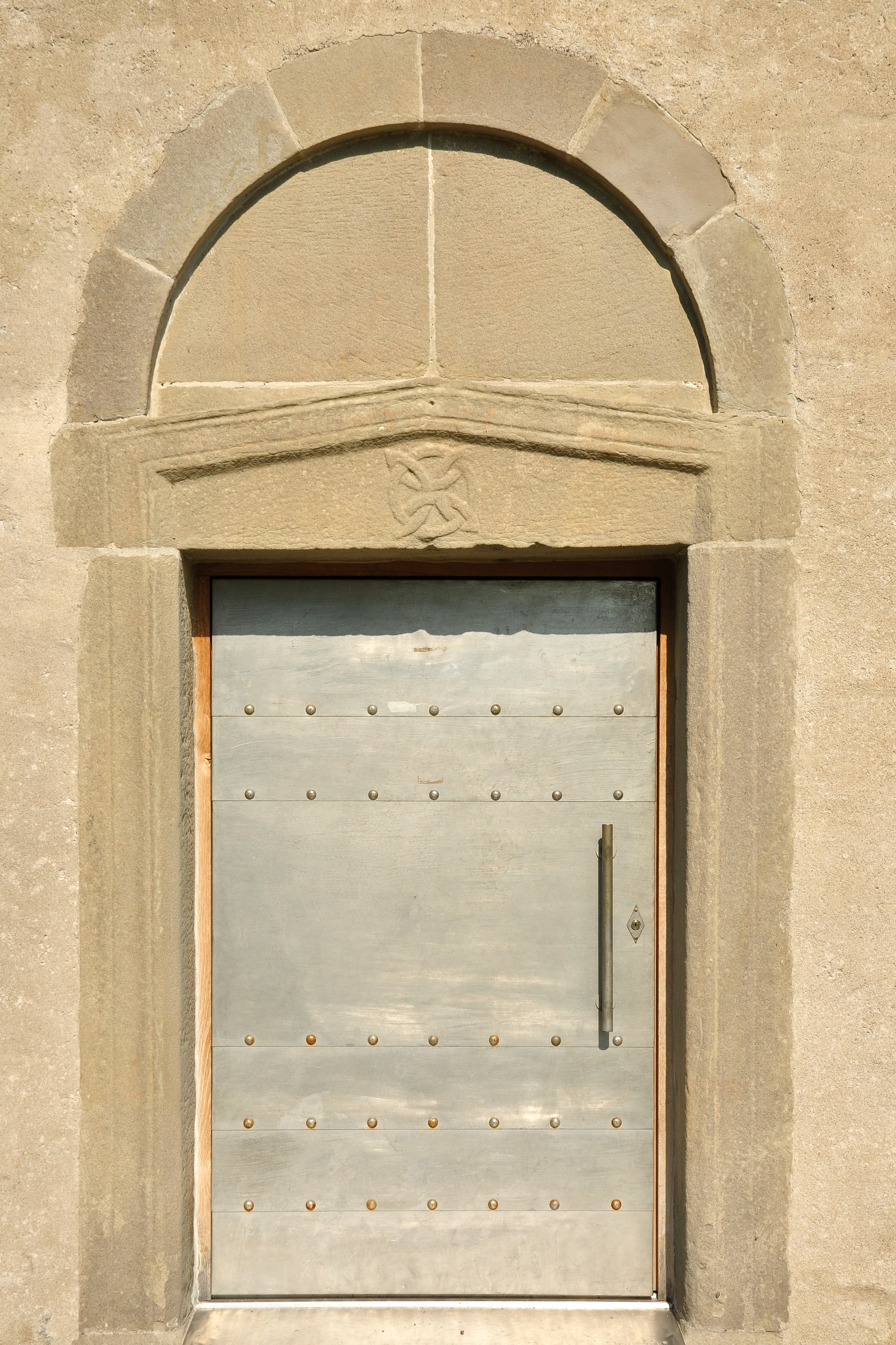
Portal mit Türsturz aus dem 10. Jahrhundert
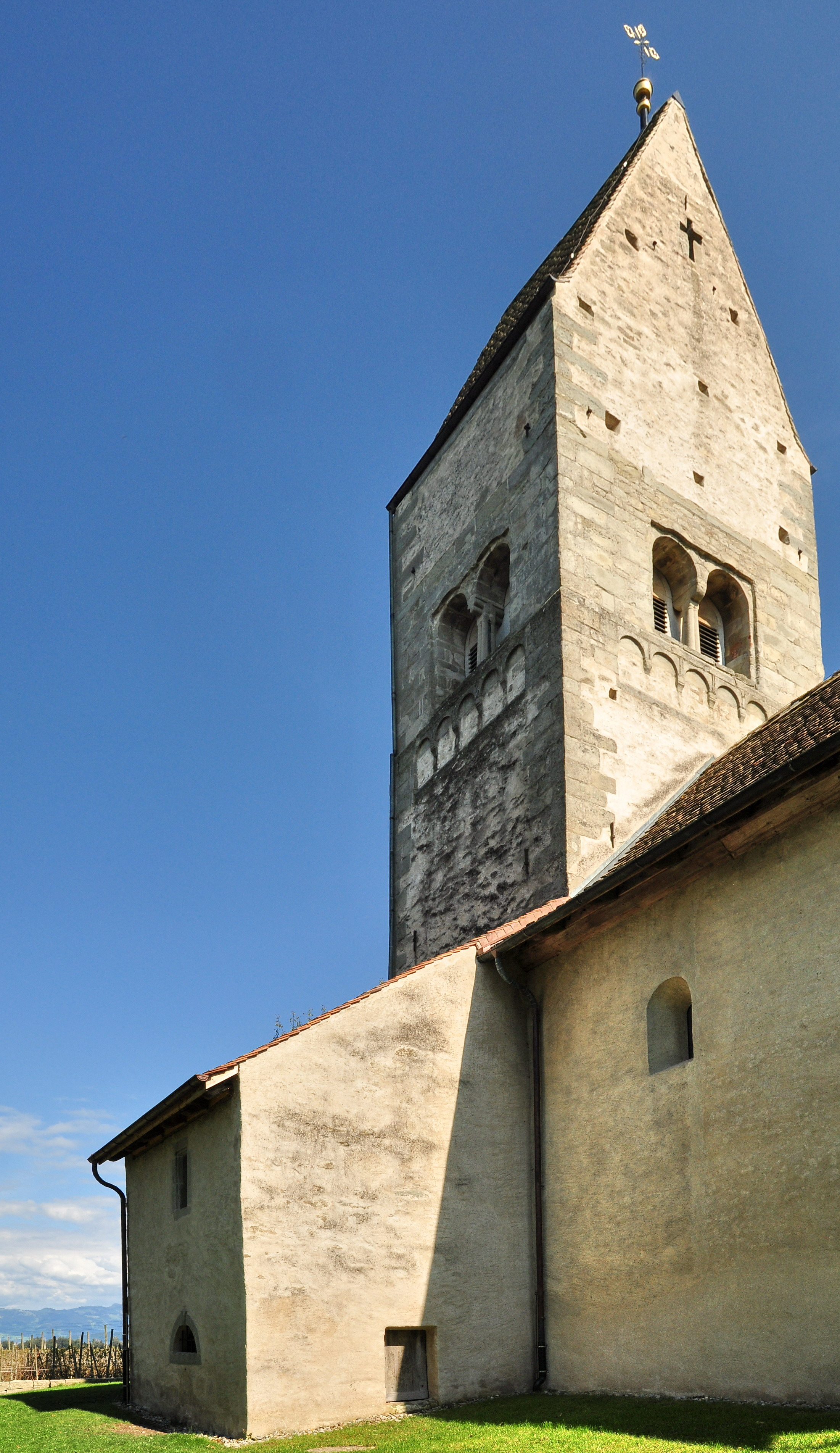
Sakristei und Turm mit Satteldach („Käsbissen“)
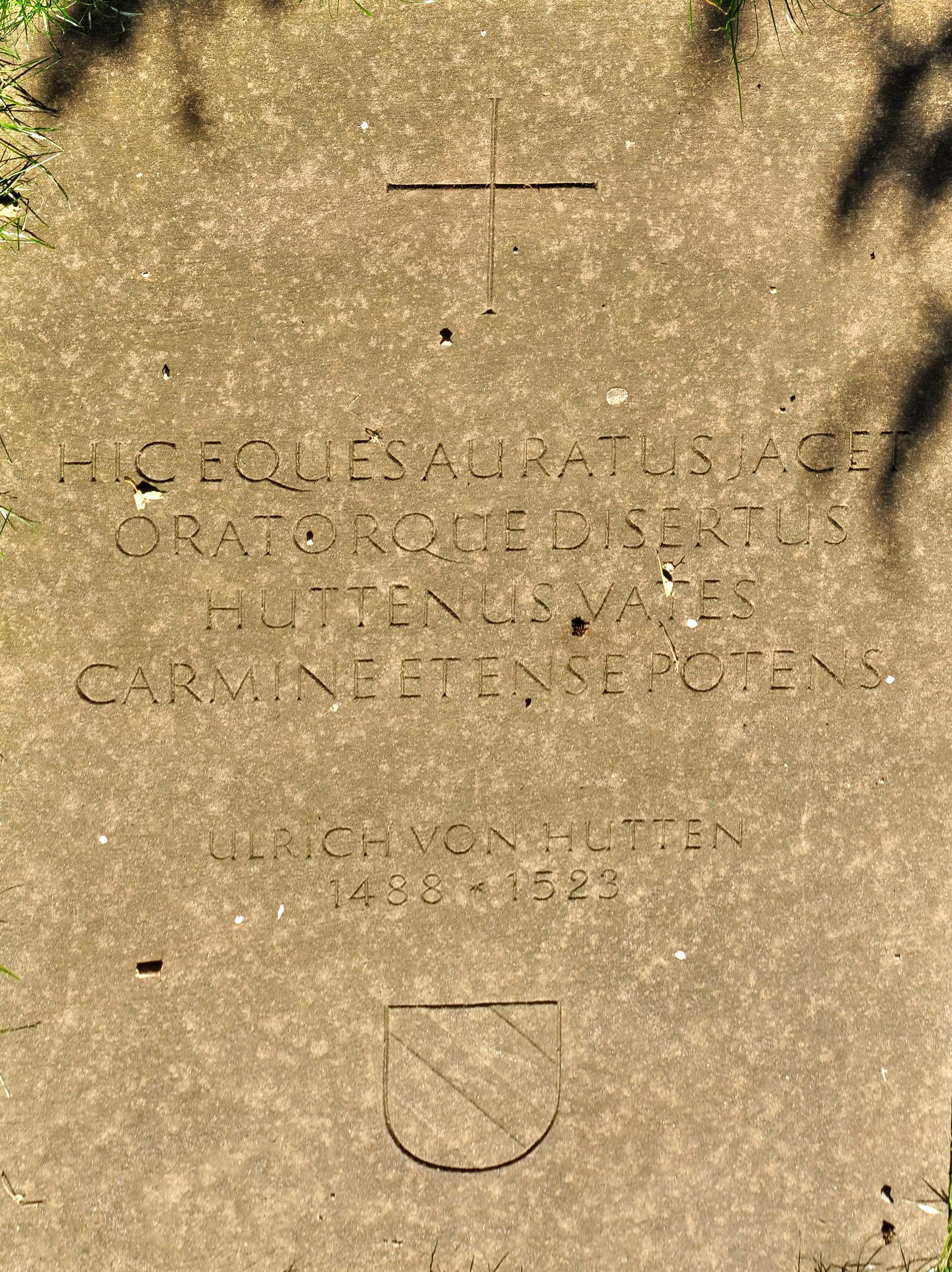
Grabstein von Ulrich von Hutten südlich neben der Kirche

## Inneres
Licht fällt durch rundbogige Doppelfenster und romanische Rundbogenfriese am Chorturm ins Innere der Kirche. Bei der Wiederherstellung des romanischen Baubestandes wurden 1959 Reste von Wandmalereien freigelegt: ein schlecht erhaltener Fries, welcher das Martyrium der Apostel darstellt, sowie ein grosser Christophorus – beide im Kirchenschiff des 13. Jahrhunderts. An den Pfeilern des Chorbogens ist der Heilige Adalrich dargestellt, gegenüber seine Mutter und Stifterin Regelinda. Diese Malereien stammen wohl aus dem 15. Jahrhundert. Im Chor selbst sind Reste verschiedener Malschichten aus der Zeit des 14. bis 17. Jahrhunderts vorhanden.
Das gotische Maßwerkfenster an der Ostwand des Chors wurde erst später eingepasst. Im Chor befindet sich ein eingemauertes romanisches Weihwasserbecken und seitlich des Chorbogens spätgotische Holzstatuen der Apostelfürsten aus der zweiten Hälfte des 16. Jahrhunderts. Die gotische Grabplatte im Schiff aus dem Jahr 1372 zeigt die Figur des Inselheiligen Adalrich und ist in Ritztechnik ausgeführt. Der leere Barocksarkophag des Heiligen befand sich bis zur Restaurierung 2009 hinten im Schiff und steht jetzt in der Kapelle St. Martin.

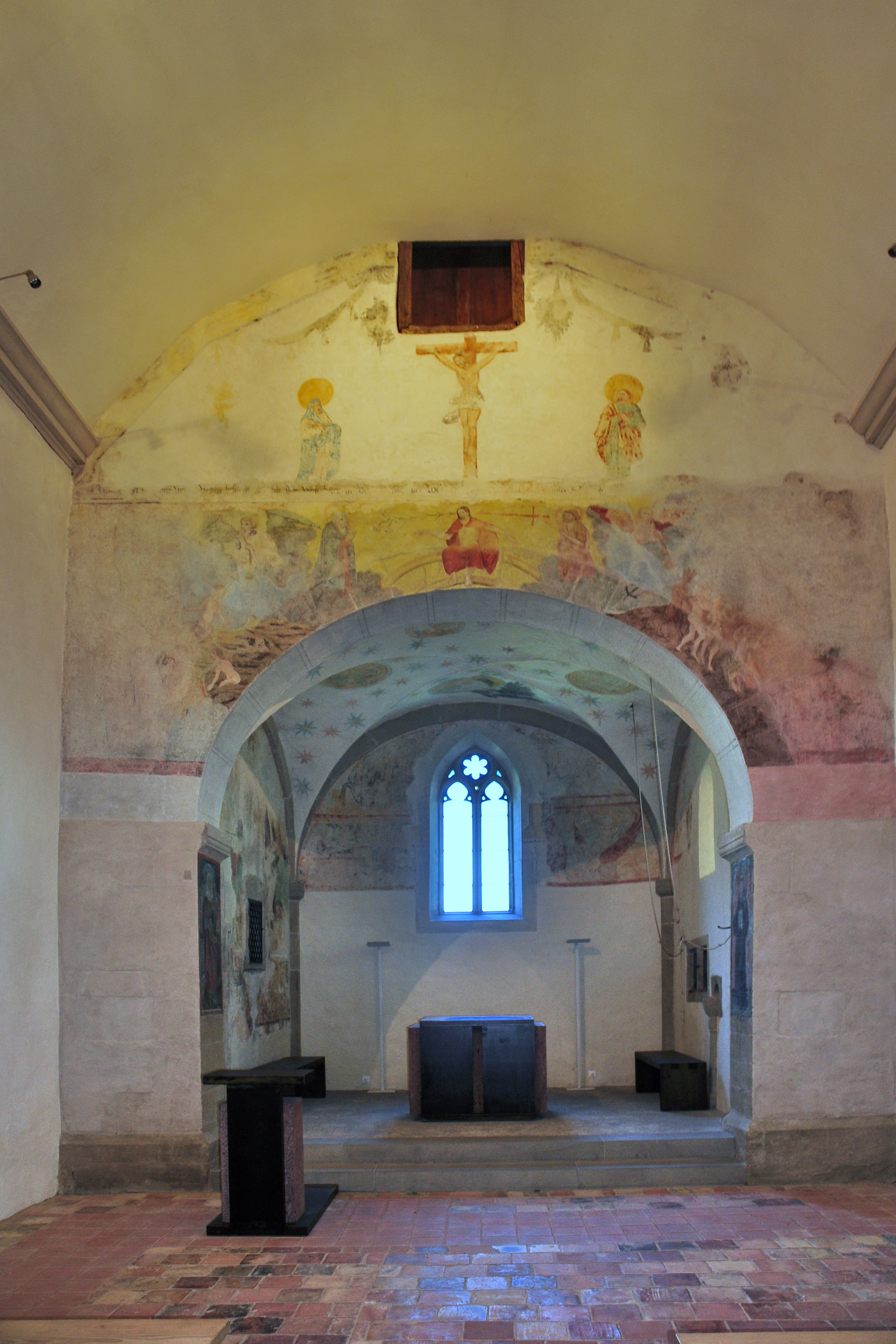
Blick in den Chor
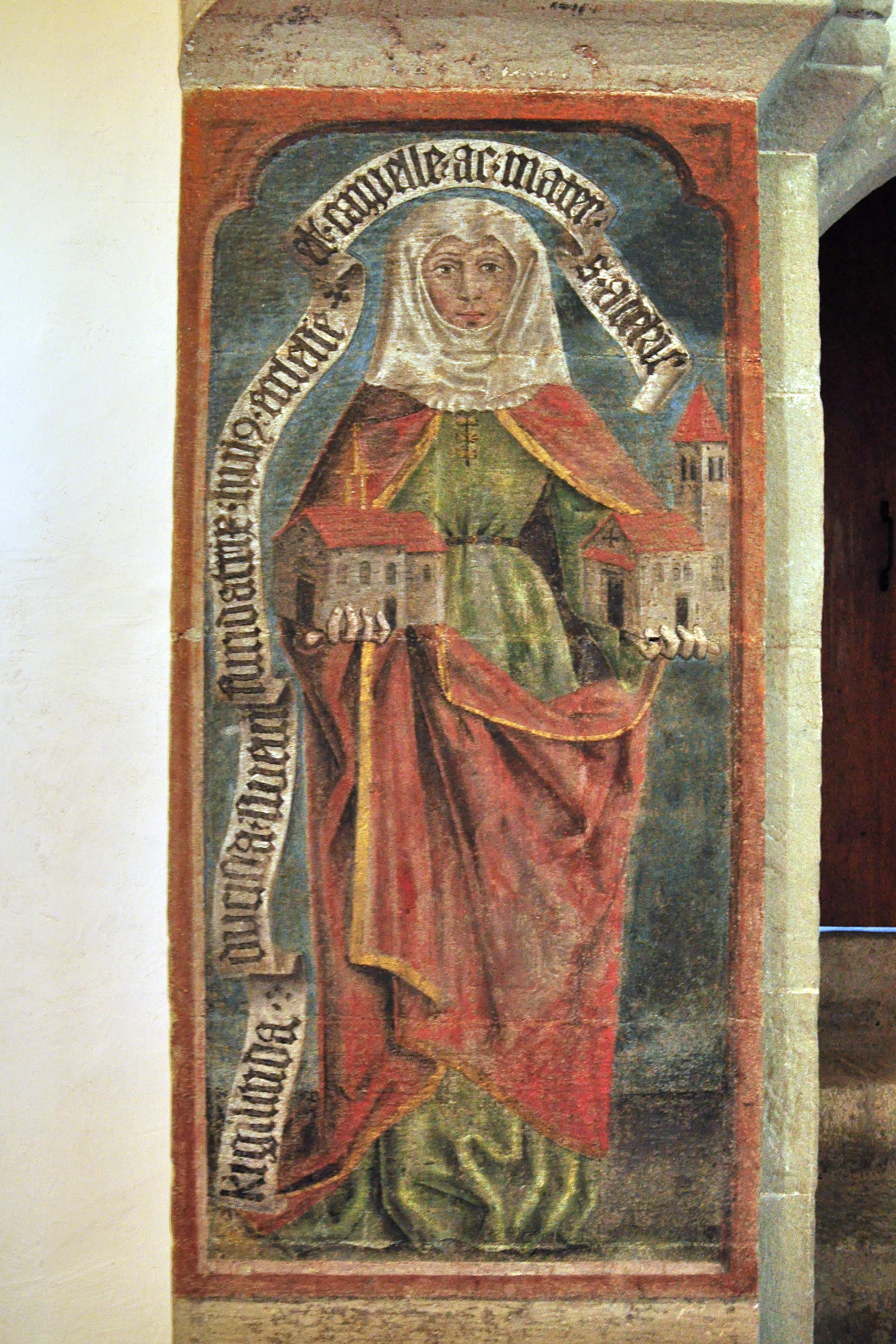
Fresko von Regelinda
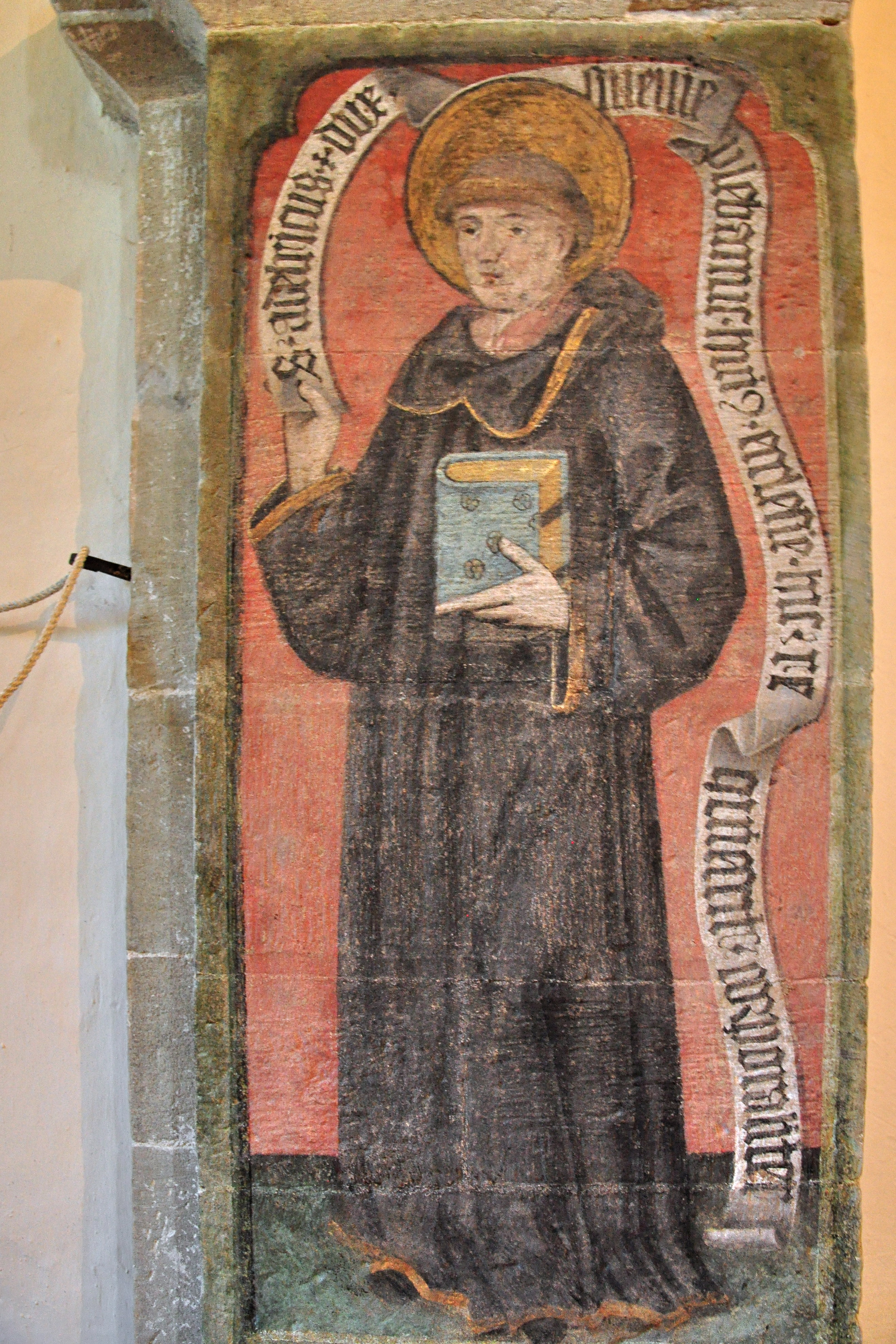
Fresko von Adalrich
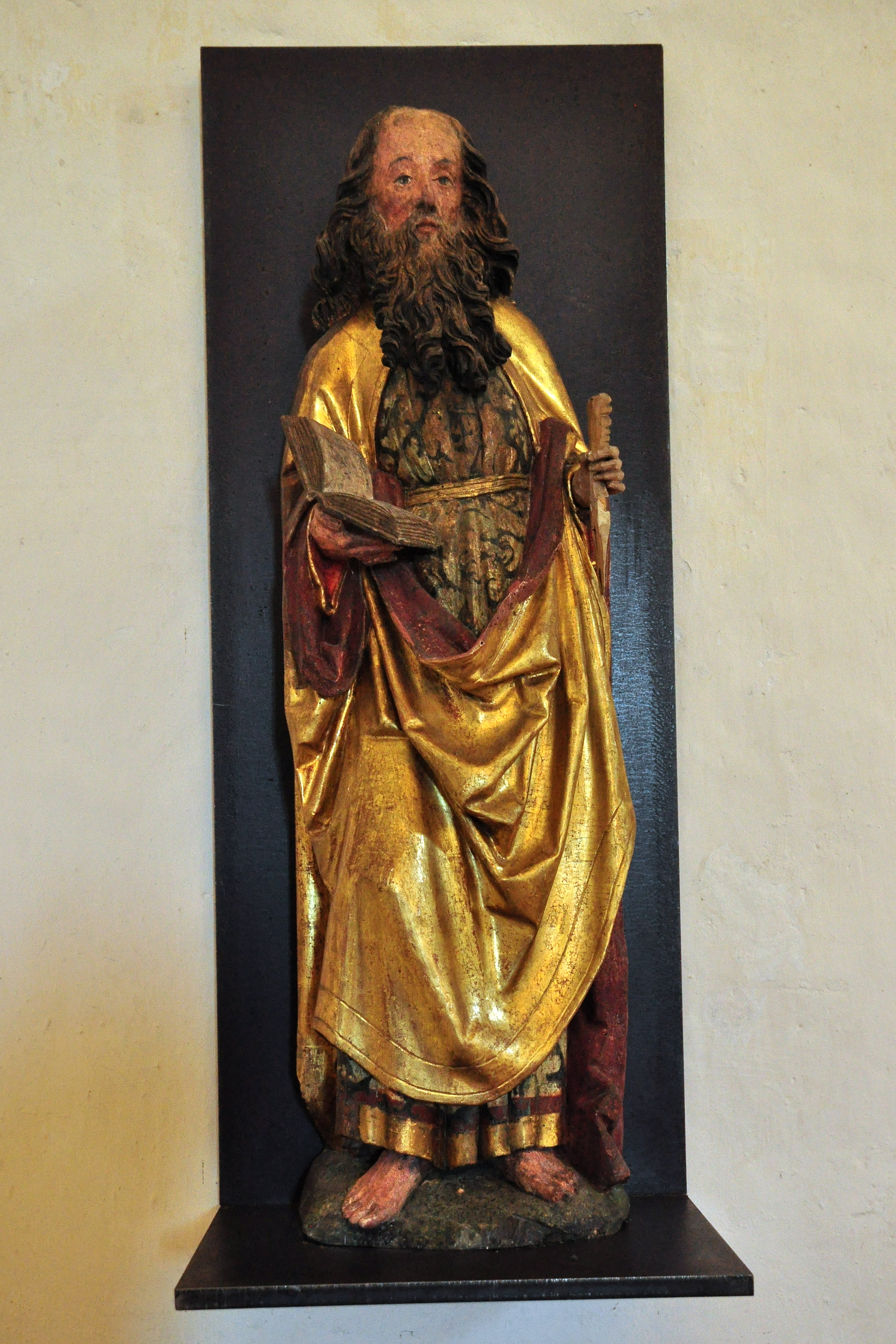
Spätgotische Holzfigur
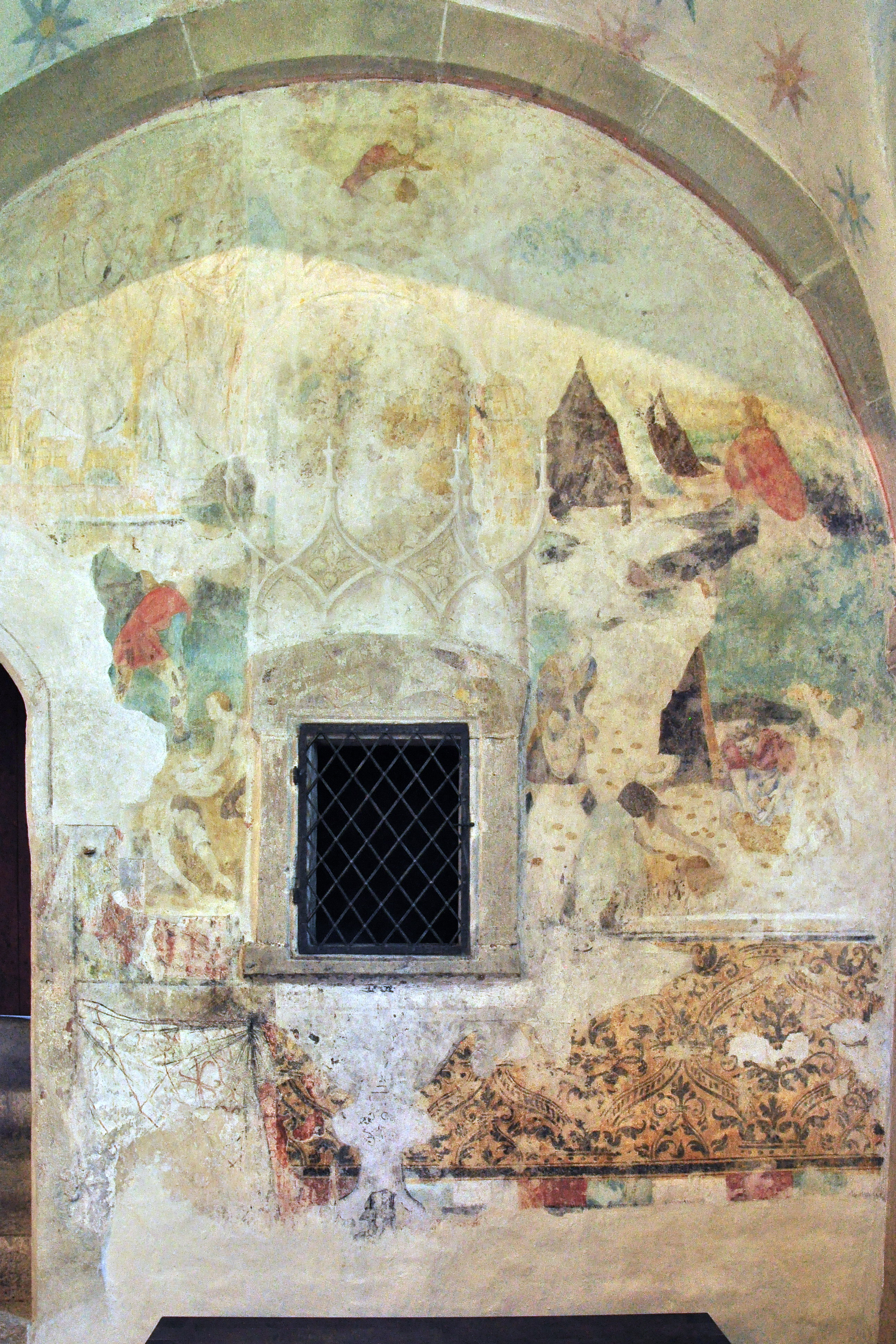
Nördliche Chorwand
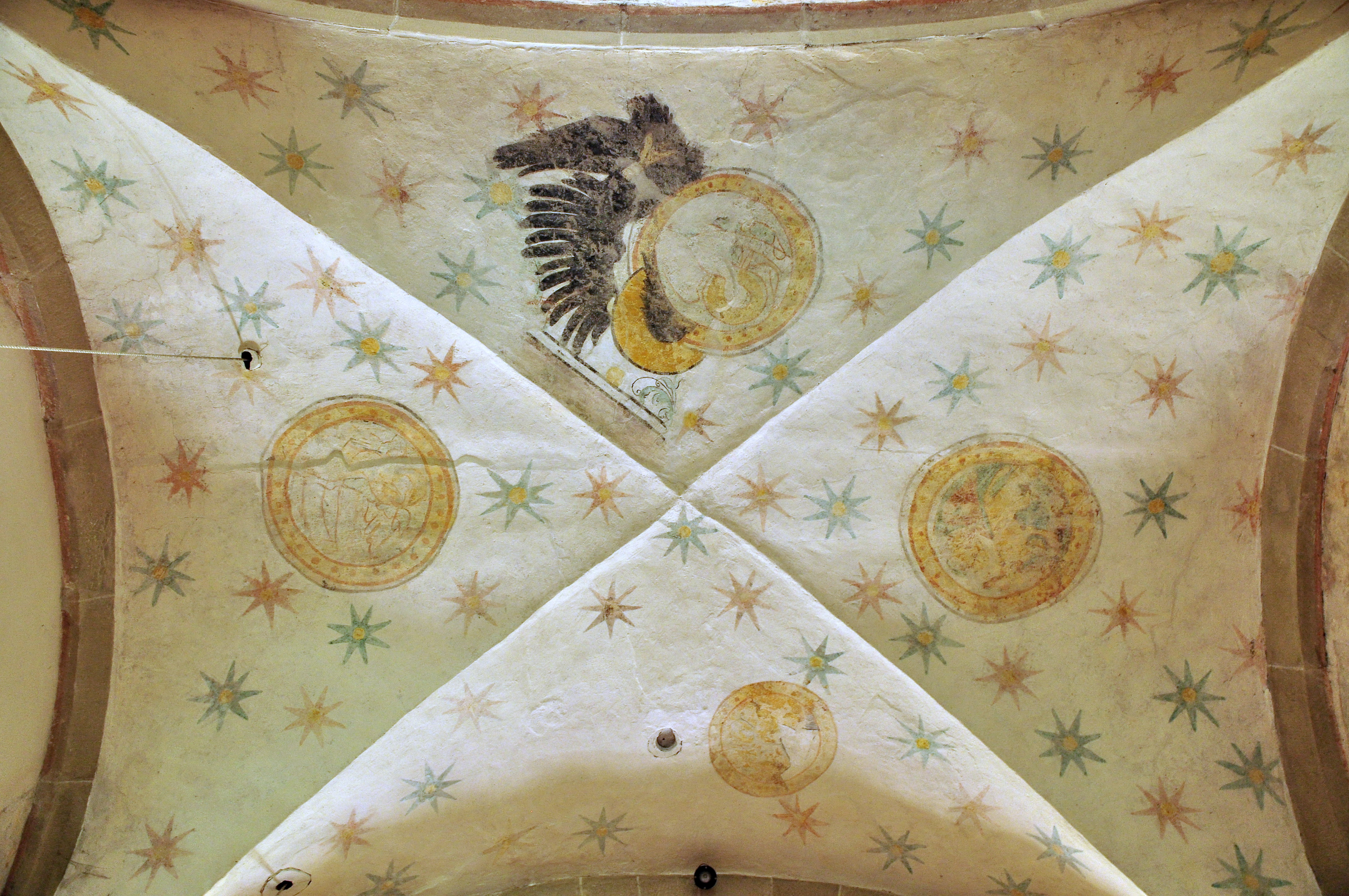
Fresken an der Decke des Chors
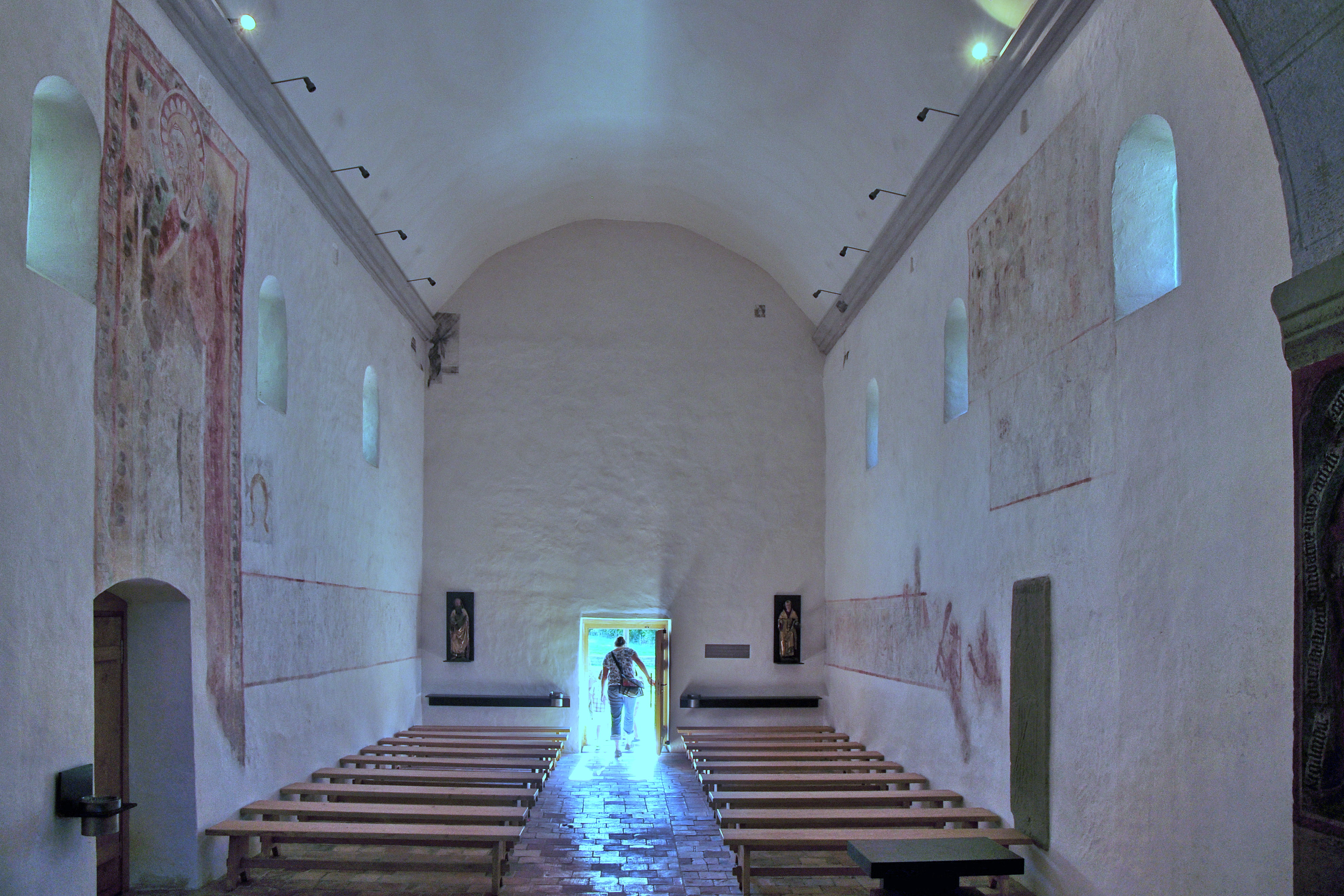
Blick vom Chor in das Kirchenschiff
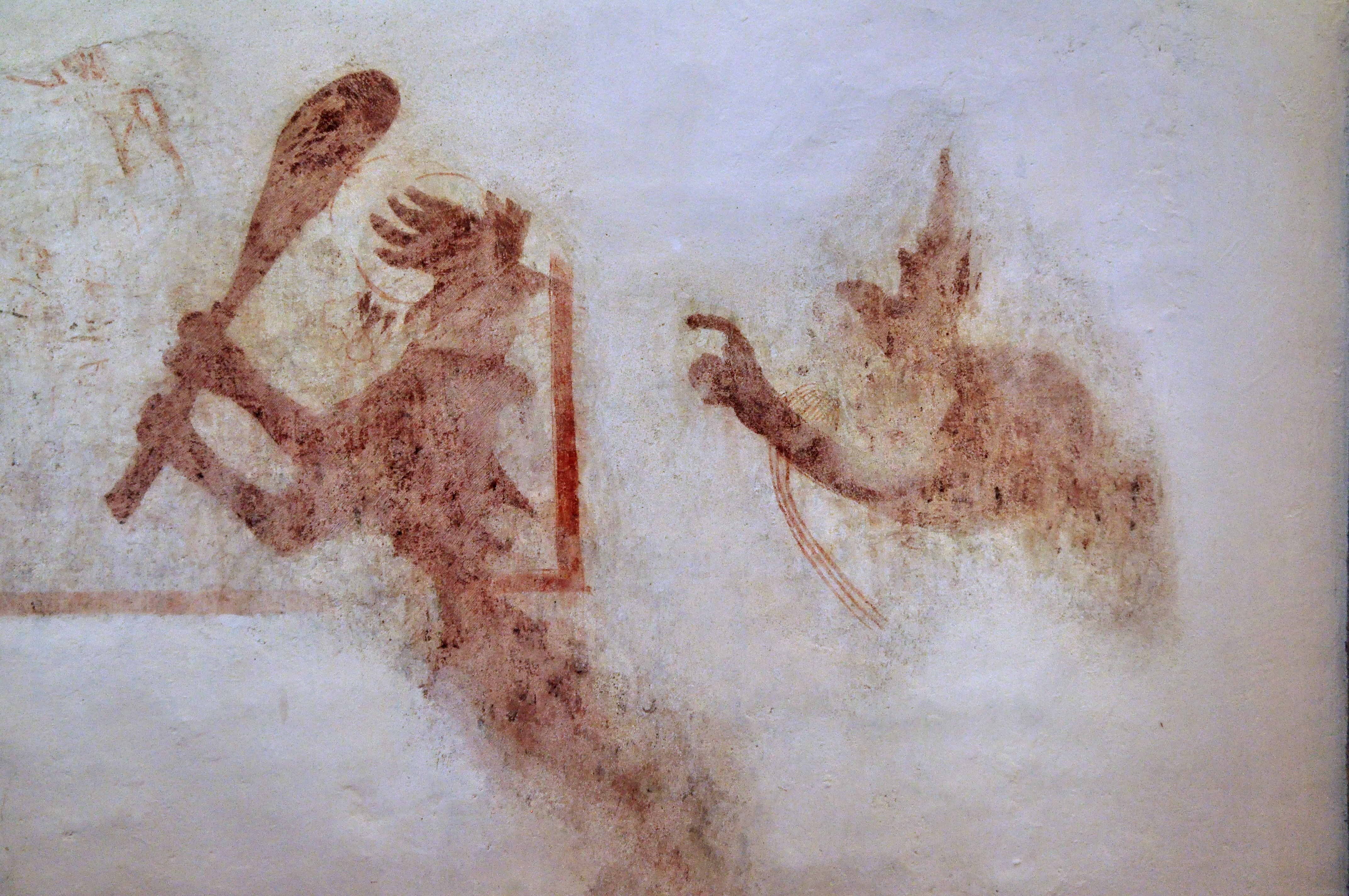
Fresko an der Nordwand des Kirchenschiffs